# Monastère Novospasski
Le monastère Novospasski (ou nouveau monastère du Sauveur, en russe : Новоспасский монастырь) est l'un des monastères fortifiés de l'Anneau d'or, au sud-est de Moscou.
Fondé au Kremlin de Moscou au début du XVIe siècle et affilié à l'église du Sauveur, il fut ensuite transféré sur la rive gauche de la Moskva en 1491 et rebaptisé le « Nouveau Sauveur », afin de le distinguer de l'original du Kremlin.
Le monastère fut choisi par les boyards Cheremetiev et Romanov pour abriter leurs cryptes familiales. En 1571 et 1591, la citadelle de bois résista aux assauts répétés de Tatars de Crimée.
Au moment de l'accession des Romanov au trône moscovite, Michel Ier de Russie, dans les années 1640, rebâtit entièrement le sanctuaire de la famille. Tous les autres bâtiments datent de cette période, excepté le clocher du XVIIIe siècle et la crypte des Cheremetiev dans l'église du Signe. Ce sont la grande cathédrale Spassky (de la Transfiguration) (1645-49) avec ses fresques des plus grands peintres du XVIIe siècle, l'église Pokrovsky (de l'Intercession) et son réfectoire, la Maison de la distribution du Pain, un hôpital, les quartiers des moines et le palais du Patriarche Philarète.
Durant la période soviétique, le monastère fut transformé en prison, puis en lieu de détention des individus en état d'ivresse par la police (militsia). Dans les années 1970, les locaux furent affectés à un institut de restauration d'œuvres d'art. Ils furent finalement restitués à l'Église orthodoxe russe en 1991.

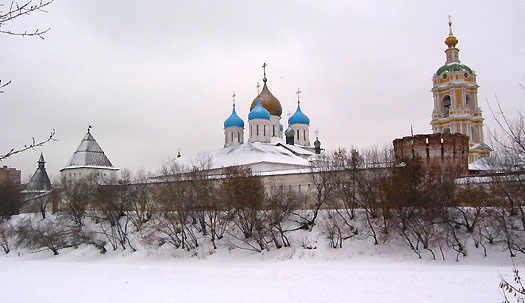
Le Nouveau Monastère du Sauveur, sur la rive de la Moskva
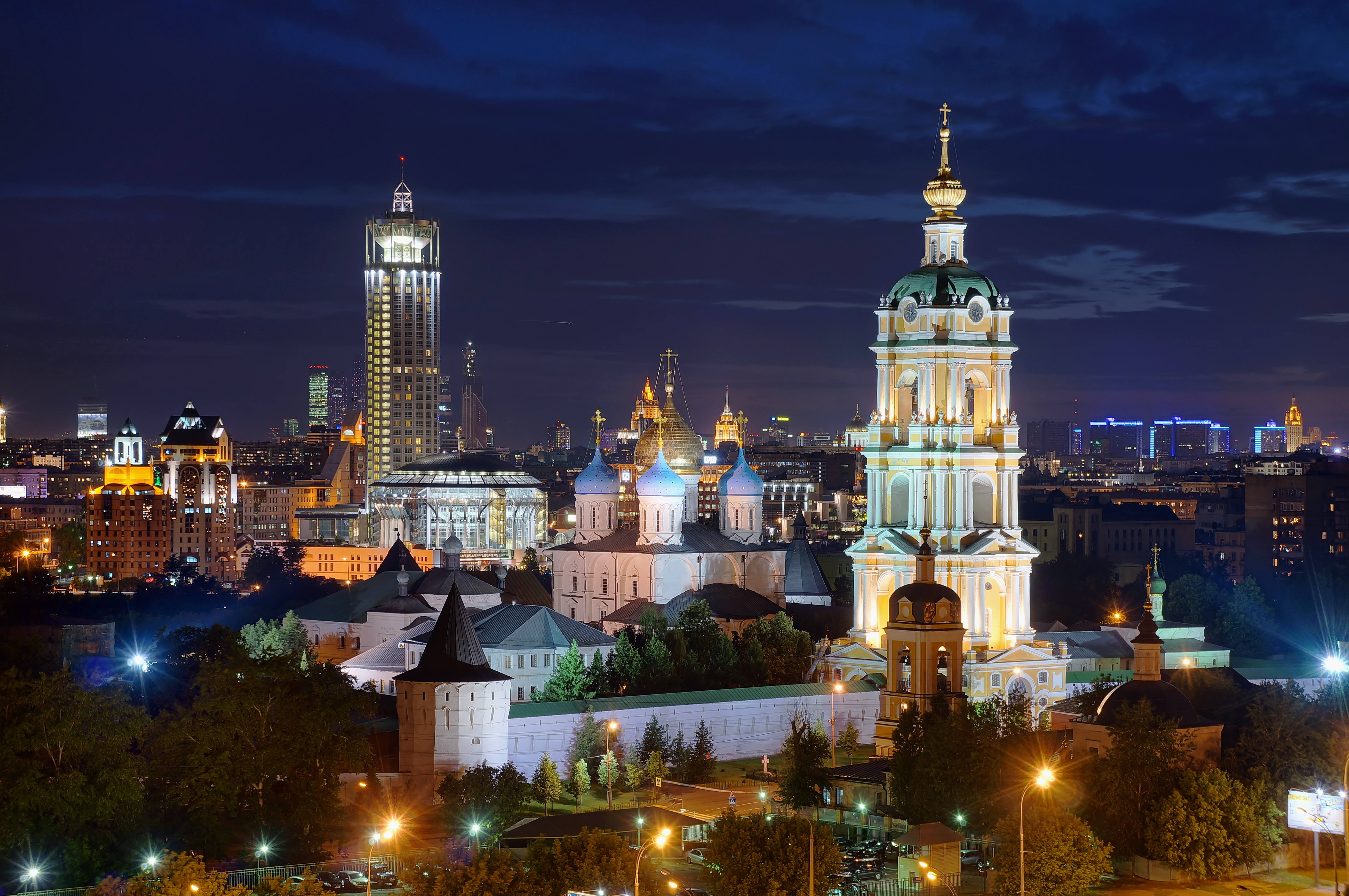
Le monastère de nuit, en 2012

## Source
- (en) Cet article est partiellement ou en totalité issu de l’article de Wikipédia en anglais intitulé « Novospassky Monastery » (voir la liste des auteurs).